# Opel Cascada
Opel Cascada - середньорозмірний кабріолет, що випускається німецькою компанією Opel з 20 квітня 2013 року. В Великій Британії він випускається під маркою Vauxhall, а в Іспанії - під ім'ям Cabrio. Cascada з іспанського означає водоспад. Ціни в Німеччині починаються з позначки 29 945 євро.

## Історія появи

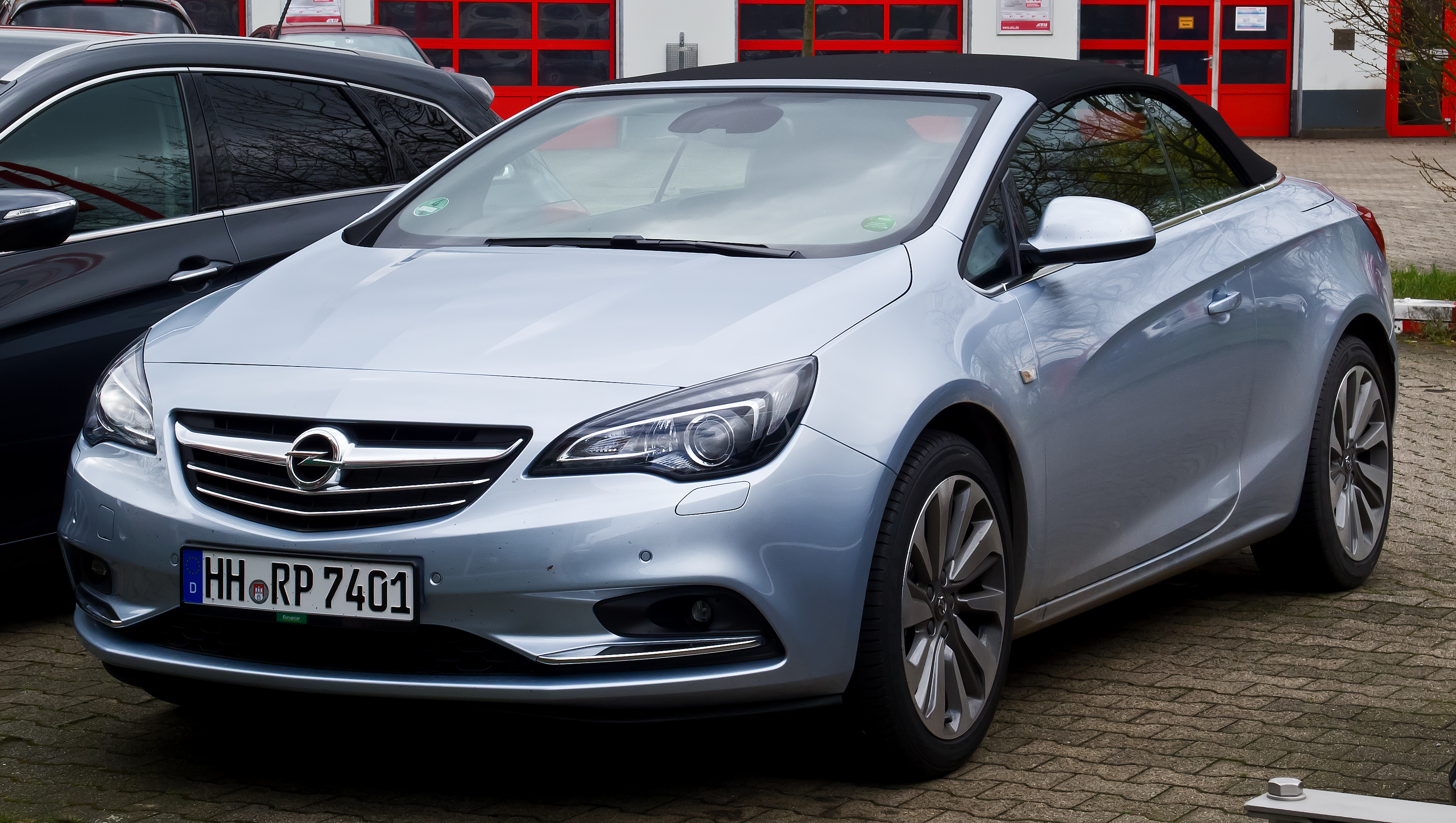
Opel Cascada 2.0 BiTurbo CDTI

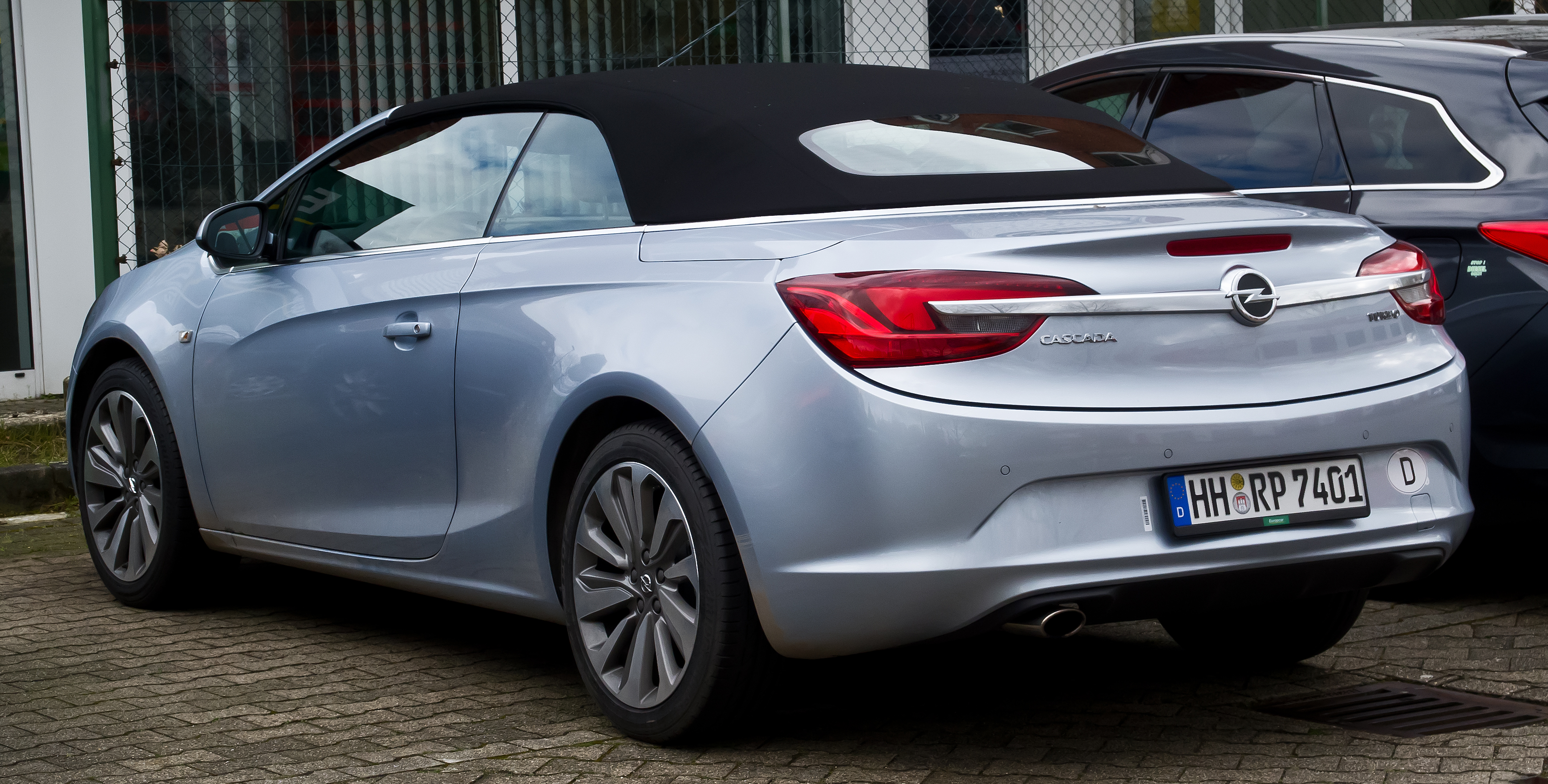
Opel Cascada 2.0 BiTurbo CDTI

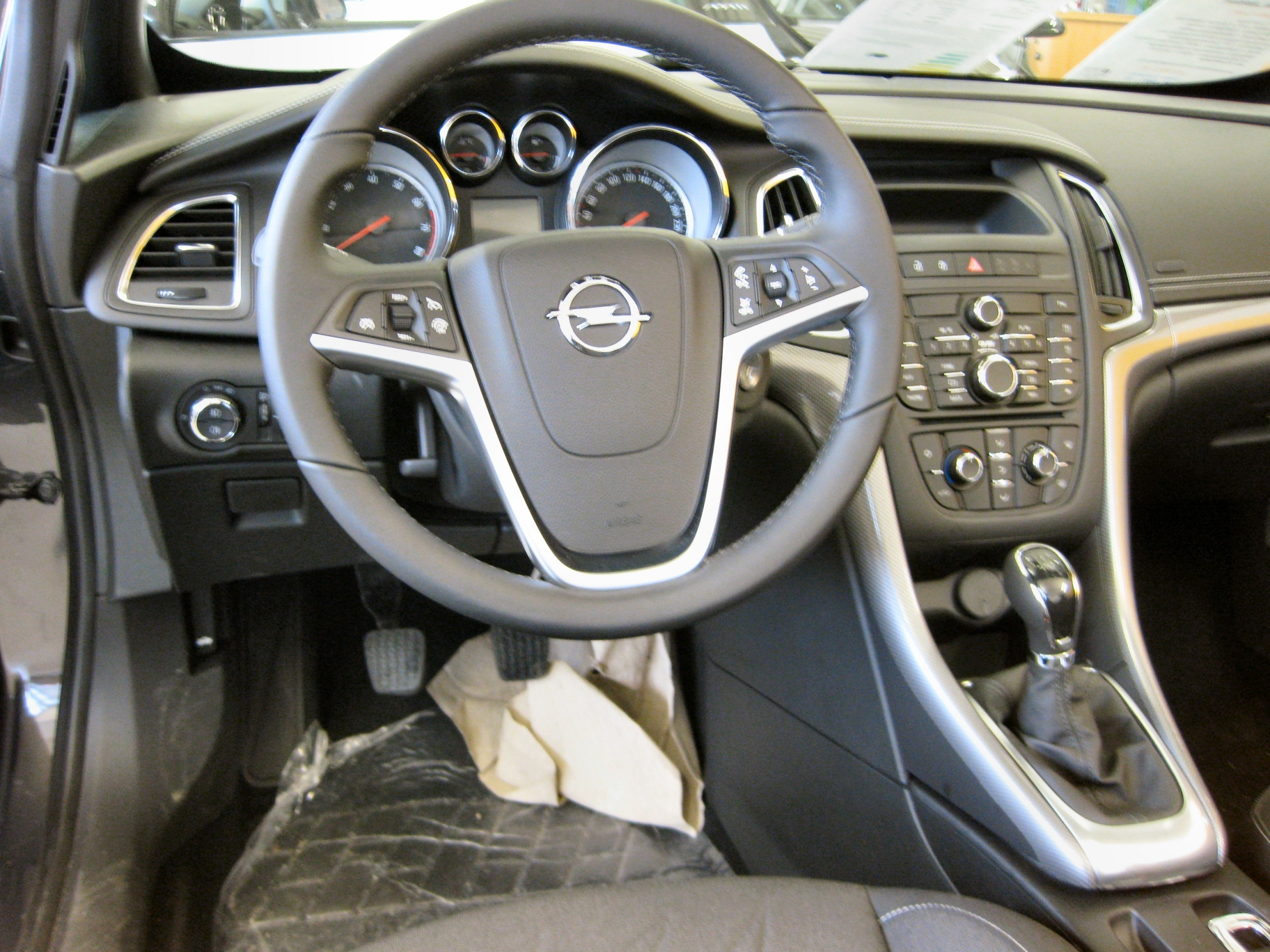

Своє бажання випустити наступника Opel Astra TwinTop і конкурента інших автомобілів даного класу підрозділ General Motors висловило ще в кінці 2010 року, тоді можливим ім'ям було Calibra, на честь вже кабріолета, що виготовлявся раніше. У лютому 2011 року стала відома приблизна дата виходу - 2013 рік. У червні цього-ж року з'явилися перші шпигунські фотографії автомобіля, а також стало відомо його місце виробництва. У жовтні компанія оголосила, що дах новинки буде складаний, також стали відомі двигуни. У серпні 2012 року з'явилася інформація про те, що кабріолет покажуть на Паризькому автосалоні (хоча дебют так і не відбувся). Через місяць були показані тизери автомобіля, а також стало відомо його ім'я. У жовтні з'явилася офіційні фотографії та інформація від компанії. Прем'єра відбулася на Женевському автосалоні в березні 2013 року.

## Опис
Жорсткість кузова, в порівнянні з попередньою моделлю Astra TwinTop, була збільшена на 41% на крутіння і на 27% на вигин. Для автомобіля пропонується 10 варіантів забарвлення кузова і стільки ж варіантів колісних дисків.
- Розмірність шин - від 235 / 55R17 до 20 '
- Розмірність дисків - 7Jx17
- Діаметр розвороту - 6,1
- Передня підвіска - незалежна, типу MacPherson з відокремленими від амортизаторів поворотними кулаками (HiPerStrut), пружинна, стабілізатор поперечної стійкості
- Задня підвіска - незалежна, з'єднані поздовжні важелі з механізмом Уатта, гвинтові пружини
- Рульове управління - шестерня-рейка, електропідсилювач керма
- Передні гальма - дискові, вентильовані
- Задні гальма - дискові

## Двигуни
- 1.4 L B14NET (LUJ) I4 (turbo)
- 1.6 L A16XHT (LVP) I4 (turbo)
- 1.6 L A16SHT (LWC) I4 (turbo)
- 2.0 L B20DTH (LFS) I4 (turbo diesel)

## Оснащення
Cascada має світлодіодні ліхтарі, проте за доплату доступні і поворотні адаптивні біксенонові фари AFL+. Матерчатий верх, що розкладається за 17 секунд (за умови, що швидкість автомобіля менше 50 км/год), виготовляється компанією Magna CTS (Car Top System), він був обраний через меншої ваги (50 кг) і оптимальних шумоізоляції і використанні в будь-яких умовах в порівнянні з жорстким. Каркас даху складається з алюмінієвих і магнієвих сплавів. Інтер'єр багато в чому був скопійований з моделі Astra, однак був поліпшений, щоб відповідати своєму класу. З атрибутів безпеки автомобіль має подушки безпеки, систему ESP, стійки за спинками сидінь, що вистрілюють при перекиданні, а також камеру Opel Eye, що стежить за розміткою та знаками і попереджає про можливе зіткнення. З допоміжних систем є система контролю мертвих зон і камера заднього виду. У Німеччині Cascada доступна в 2 комплектаціях: Edition і innovation (у Великій Британії - SE і ELITE, у Франції - COSMO і COSMO PACK).